# Čelopek (Brvenica)
Čelopek (makedonsky: Челопек, albánsky: Çellopek) je vesnice v Severní Makedonii. Nachází se v opštině Brvenica v Položském regionu.

## Geografie
Vesnice se nachází v dolní části oblasti Položská kotlina, na pravém břehu řeky Vardar, na úpatí hory Suva Gora, mezi vesnicemi Miletino a Brvenica. Obec je kopcovitá a leží v nadmořské výšce 500–600 metrů. Obec plní lesnicko-zemědělskou funkci.

## Historie
Obec je zmíněna v tureckých listinách z let 1467/68, kde bylo uvedeno, že zde žije 121 křesťanských rodin, 17 svobodných a 9 vdov.
Název vesnice v makedonštině znamená „místo, kde vždy svítí slunce“ a ve vesnici skutečně není mnoho stínu. Její historie sahá až do starověku. Ve vesnici byly nalezeny starověké makedonské keramické nádoby pocházející ze 7. století před naším letopočtem. Albánští obyvatelé (Arnauti) se do vesnice přistěhovali z Gurgurnice a Sedlareva v osmanském období na příkaz tureckého paši. Cílem bylo vmísit se mezi místní křesťanské obyvatelstvo a vnést do vesnice islám.
Kostel sv. Mikuláše pochází ze 14. století. Podle legendy ve vesnici žila krásná Makedonka Eurydika, do které se zamiloval turecký paša. Vesničané mu nedovolili si ji vzít. Nakonec se s pašou dohodli, že pokud zde postaví kostel, Eurydika bude jeho. Paša vesničanům daroval plášť, podle nějž měli vyměřit velikost kostela. Plášť byl malý, ale vesničané jej rozstříhali a rozložili na větší plochu. Když paša viděl, že jsou vesničané chytří, dovolil jim postavit kostel podle jejich požadavků. Když si paša odvedl Eurydiku domů, zabila jej ve spánku a jeho hrob je ve vesnici dodnes.
Během následujících let se místní turecké obyvatelstvo smísilo s albánským a tato národnost zde dodnes převažuje.
Během občanské války v roce 2001 zde albánští teroristé vyhodili do povětří motel Brioni, který vlastnil Makedonec. Při útoku zemřeli dva hlídači objektu makedonské národnosti, když poblíž nich explodoval dynamit.

## Demografie
Podle sčítání lidu z roku 2021 žije ve vesnici 4 459 obyvatel. Etnické skupiny jsou:
- Albánci – 3 898
- Makedonci – 395
- Bosňáci – 5
- ostatní – 161

| Rok          | 1900  | 1948  | 1953  | 1961  | 1971  | 1981  | 1994  | 2002  | 2021  |
| ------------ | ----- | ----- | ----- | ----- | ----- | ----- | ----- | ----- | ----- |
| Obyvatelstvo | 1 520 | 2 733 | 2 893 | 3 196 | 3 801 | 4 731 | 4 876 | 5 287 | 4 459 |